# Снагість
Снагість — річка в Україні й Росії, у Сумському, Суджанському, Кореневському й Глушковському районах Сумської й Курської областей. Ліва притока Сейму (басейн Дніпра).

## Опис
Довжина річки 59 км. Площа басейну 644 км².

## Розташування
Бере початок у Олексіївці (Алексеевка (рос.). Спочатку тече на північний схід через Володимирівку, у Товстому Лузі повертає на південний захід, а в Обухівці — на північний захід. Біля Серпівки впадає в річку Сейм, ліву притоку Десни.

## Притоки
- Біловод (права);
- Мужиця (права);
- Бляховець (ліва).